# La Tour-du-Meix
La Tour-du-Meix ist eine französische Gemeinde mit 262 Einwohnern (Stand 1. Januar 2022) im Département Jura in der Region Bourgogne-Franche-Comté. Sie gehört zum Arrondissement Lons-le-Saunier und zum Kanton Moirans-en-Montagne.

## Geografie
La Tour-du-Meix liegt am rechten Ufer des Stausees Lac de Vouglans und grenzt im Norden an Largillay-Marsonnay, im Nordosten an Barésia-sur-l’Ain, im Osten an Coyron, im Südosten an Maisod, im Süden an Orgelet und im Westen an Plaisia. 

## Weblinks

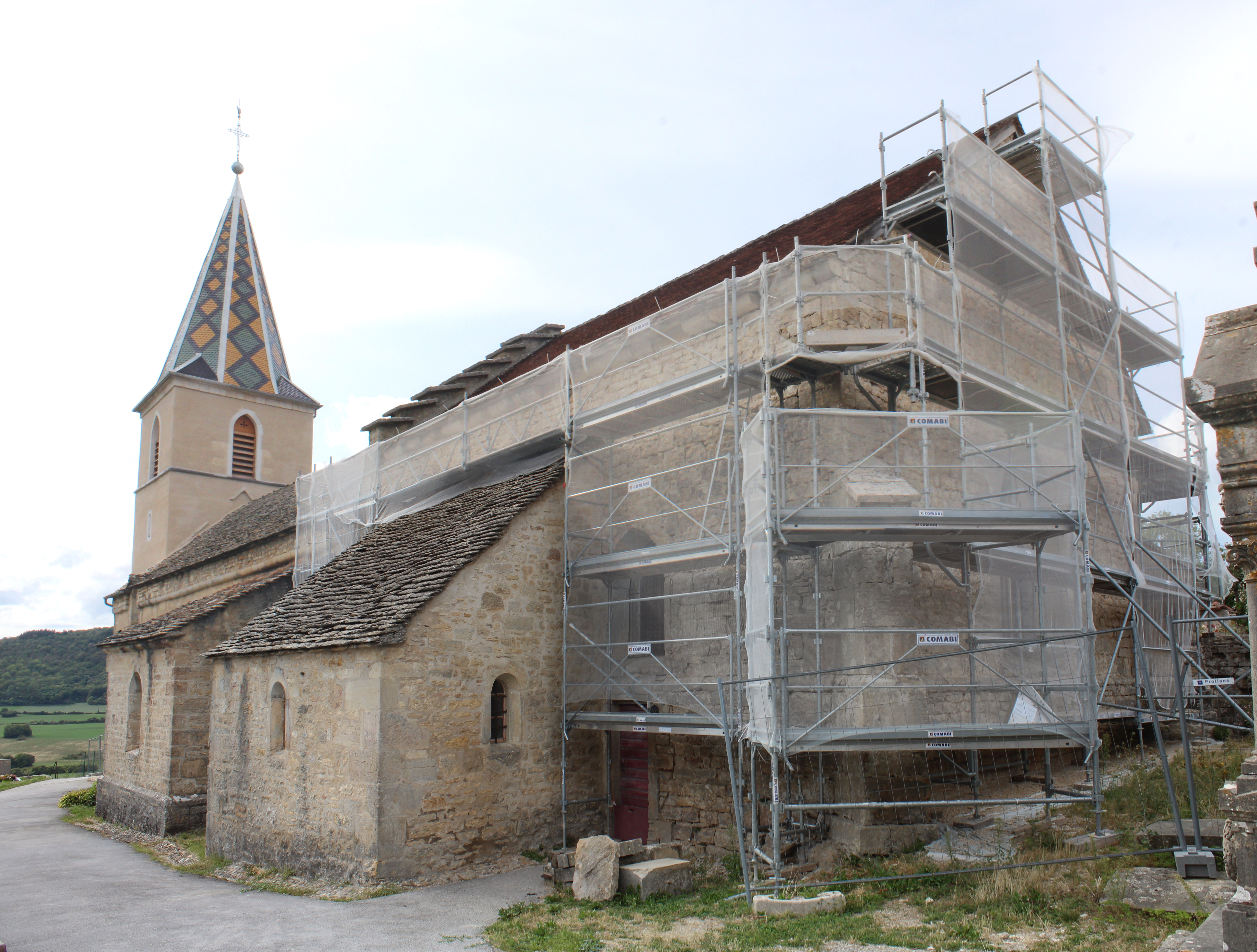
Kirche Saint-Christophe während der Sanierung 2018

## Bevölkerungsentwicklung
| Jahr                       | 1962 | 1968 | 1975 | 1982 | 1990 | 1999 | 2008 | 2019 |
| Einwohner                  | 186  | 189  | 142  | 156  | 167  | 162  | 224  | 245  |
| Quellen: Cassini und INSEE |      |      |      |      |      |      |      |      |